# Jurij Nikulin
Jurij Vladimirovič Nikulin (Юрий Владимирович Никулин, 18. prosince 1921 Demidov – 21. srpna 1997 Moskva) byl sovětský komik a filmový herec. Jeho otec byl satirik. Nikulin sloužil v letech 1939–1946 v armádě a účastnil se zimní války i druhé světové války. Tehdy poprvé vystoupil jako komik, když si politruk všiml jeho schopnosti vyprávět vtipy a poručil mu zorganizovat zábavu pro spolubojovníky z divize, což mělo velký úspěch. Po válce se proto zkoušel dostat na hereckou školu, ale pro údajný nedostatek talentu se mu to nedařilo. Až po nějakém čase se uchytil u cirkusu v Moskvě, kde se vyškolil na klauna (cirkusové vzdělání dokončil roku 1950). S cirkusovým prostředím zůstal spojen navždy, potkal zde svou manželku Taťánu a od roku 1982 až do smrti byl ředitelem moskevského cirkusu.
Na filmovém plátně Nikulin debutoval roku 1958 (film Dívka s kytarou) a úspěšně pak vystupoval v celovečerních i krátkých filmech. K jeho trvalé popularitě přispěly zejména krátké filmy režírované Leonidem Gajdajem. Nikulin udržoval dobré vztahy se sovětskými i postsovětskými politiky a byl jmenován národním umělcem Sovětského svazu (1973), hrdinou socialistické práce (1990) a dvakrát získal Leninův řád.